# Fairview (Kalifornien)
Fairview ist ein census-designated place (CDP) im Alameda County im US-Bundesstaat Kalifornien mit 11.341 Einwohnern (Stand: 2020).